# Mycena viscidocruenta
Mycena viscidocruenta är en svampart som beskrevs av Cleland 1924. Mycena viscidocruenta ingår i släktet Mycena och familjen Mycenaceae.   Inga underarter finns listade i Catalogue of Life.